# Spilus nitidus
Spilus nitidus – gatunek chrząszcza z rodziny sprężykowatych.
Owad osiąga długość 13-15 mm.
Jest to ciemnobrązowy, czerwonawy chrząszcz o białawym, długim i gęstym owłosieniu.
Cechuje się on łódkowatym, nieco wklęsłym czołem, którego długość równa się szerokości. Jego przedni brzeg jest zaokrąglony. Czułki są zębate i składają się z 11 segmentów, z których 2. ma kształt okrągły, a 3. zaś, trójkątny w kształcie, nie dorównuje długością kolejnemu. Ostatni wykazuje zwężenie. Całość nie sięga końca przedplecza. Górna warga wąska, taśmowata, charakteryzuje się długimi setami. Żuwaczki szerokie, występuje penicillius. Prementum z długimi setami. Pronotum ma tylko 2 długie sety, resztę zaś krótkich.
Bazalny guzek pośrodkowy niewyraźny. Przednie skrzydła wypukłe, zwężone w dystalnej ⅓. Aedagus samca jest wydłużony, a jego część centralna krótka.
Na goleniach widnieją długie ostrogi. Scutellum o zaokrąglonym tylnym brzegu przyjmuje kształt mniej więcej trójkątny, jest wydłużone.
Owad występuje w Ameryce Południowej (Peru).